# The Great Society
The Great Society, stylisé The Great! Society, est un groupe américain de rock psychédélique, originaire de San Francisco, en Californie.

## Biographie
Le groupe est actif en 1965 et 1966. Il compte parmi ses membres Grace Slick qui quitte le groupe en novembre 1966 pour remplacer la chanteuse de Jefferson Airplane, Signe Anderson qui vient de mettre au monde sa fille. La date exacte est inconnue, les dates les plus probables sont le 15 octobre 1966 pour le départ de l'ancienne chanteuse, et le 16 octobre ou le 6 novembre pour l'arrivée de Grace Slick. Les enregistrements de ces concerts sont présents sur le disque bootleg First and Last.
Les deux premiers albums — Conspicuous Only In Its Absence et How It Was — sont des enregistrements d'un même live de 1966, qui sont aussi parus sous le titre Collector's Item from the San Francisco Scene et Live at Matrix. Conspicuous Only In Its Absence contient en particulier les premières versions de White Rabbit et de Somebody to Love, ensuite repris par Jefferson Airplane dans l'album Surrealistic Pillow. Sally Go 'Round the Roses est sorti en single en 1968, avec Didn't Think So en face B.
Le troisième album est une compilation d'enregistrements studio qui datent de 1965-1966, qui contient aussi une version de Somebody to Love (à l'époque titré Someone to Love). Cette chanson est sortie en single, avec Free Advice en face B.

## Membres
- Darby Slick - guitare, chœurs (1965-1966)
- Grace Slick - chant, piano, flûte, orgue, guitare, basse (1965-1966)
- Jerry Slick - batterie (1965-1966, décédé en 2020)
- Peter van Gelder - basse, flûte, saxophone (1965-1966)
- David Miner - chant, guitare (1965-1966)
- Bard Dupont - basse, harmonica (1965-1966)
- Oscar Daniels - guitare (1965)
- Jean Piersol - chant (1965)